# Нововознесенский
Нововознесенский — посёлок в Краснозёрском районе Новосибирской области. Располагался на территории современного Октябрьского сельсовета. Упразднён в 1968 г.

## География
Располагался в 4,5 км к юго-западу от посёлка Зеленая Роща.

## История
Основан в 1910 году. В 1928 г. посёлок Ново-Вознесенский состоял из 117 хозяйств. Центр Ново-Вознесенского сельсовета Карасукского района Славгородского округа Сибирского края.

## Население
В 1926 г. в посёлке проживало 560 человек (272 мужчины и 288 женщин), основное население — украинцы.